# Miry Creek n.º 229
Miry Creek n.º 229 es un municipio rural canadiense situado en la provincia de Saskatchewan.

## Superficie
Miry Creek n.º 229 tiene una superficie de 1227,72 km².

## Demografía
En 2021, tenía 378 habitantes, una densidad poblacional de 0,3 hab./km², y 115 viviendas.